# Heinz Haberland
Heinz Karl Robert Haberland (* 28. Dezember 1924 in Bielitz; † 18. September 2013 in Wien) war ein Regisseur und Intendant.

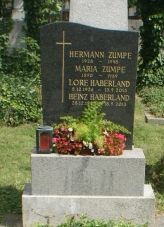
Grabstätte von Heinz Haberland

Er besuchte ab 1946 das Horak-Konservatorium in Wien. Von 1946 bis 1949 war er Regieassistent an der Wiener Volksoper und 1949 bis 1950 persönlicher Referent an den Städtischen Bühnen Graz. 1950 bis 1956 arbeitete er als Regisseur an der Wiener Volksoper. Dort inszenierte er Polenblut von Oskar Nedbal (1954), Der Waffenschmied von Albert Lortzing (1954) und Fra Diavolo von Daniel-François-Esprit Auber (1955). Von 1956 bis 1959 wirkte Haberland als Chefdisponent in Düsseldorf (Deutsche Oper am Rhein) sowie 1959 bis 1963 als stellvertretender Intendant der Städtischen Bühnen Köln. 1963 bis 1968 war er Intendant an den Vereinigten Bühnen Graz, 1968 bis 1974 stellvertretender Direktor des Opernhauses Frankfurt am Main, 1974 bis 1981 Intendant am Salzburger Landestheater und 1981 bis 1986 Direktor am Deutschen Theater in München. Direktor Eberhard Waechter berief ihn 1986 als Betriebsleiter und Vizedirektor an die Wiener Volksoper. Diese Position hatte Haberland bis 1989 inne. Im gleichen Jahr wurde ihm die Ehrenmitgliedschaft der Volksoper verliehen.
Haberland lehrte an den Musikhochschulen in Köln und Salzburg. Er arbeitete außerdem als Filmregisseur für den ORF. Er gab Regiegastspiele im In- (Seefestspiele Mörbisch, Bregenzer Festspiele, Salzburger Festspiele) und Ausland.
Er liegt auf dem Wiener Zentralfriedhof (Gruppe 63, Reihe 23, Nummer 47) begraben.